# Jack Endino
Jack Endino, pseudonimo di Michael M. Giacondino (Southbury, 1964), è un chitarrista e produttore discografico statunitense.
Chitarrista degli Skin Yard, fu successivamente il fondatore dei Reciprocal Studios, dove registrarono numerose band di Seattle alla fine degli anni ottanta.

## Biografia
Come produttore ha contribuito a creare il genere musicale grunge con il suo stile grezzo nella produzione causato dal poco tempo a disposizione delle band.
Fra i più importanti dischi da lui prodotti si ricordano Bleach dei Nirvana, gli EP Screaming Life e Fopp dei Soundgarden e vari dischi dei Tad e degli Screaming Trees.